# 高島トンネル
高島トンネル（たかしまトンネル）は、西日本旅客鉄道（JR西日本）湖西線の北小松駅と近江高島駅の間にある全長1,498mの鉄道トンネルである。
湖西線開業の1974年（昭和49年）から使用され始めた。

## 概要
湖西線の北小松駅と近江高島駅の間（山科からのキロ程38km907m - 40km405mの区間）にある。複線トンネルで、トンネルの全区間において半径1,400mのカーブになっており、勾配は北側（近江塩津方面）の方へ8‰の下り勾配となっている。
高島トンネル付近では湖岸に山が迫っており、更に白鬚神社もあり、この裏山を山岳トンネルで通過している。

## 工事
底設導坑先進上部半断面工法を基本として掘削が行われた。
掘削ルートは、当初湖岸寄りから山寄りまでの計3ルートが検討されていたが、弾性波による調査やボーリングの結果、他ルートに比べ土被りの小さく湧水が少ないと期待される現在のルートに決定した。
事前の地質調査の結果から相当量の湧水が予想されていたため、本トンネルから山側へ15mの位置に並行して水抜き坑を設置し、本坑より先行して地下水処理及び詳細な地質調査が行われることとなった。
水抜き坑の掘削は1970年（昭和45年）6月15日に近江塩津側から開始されたが、水圧が高い区間では水抜き坑では処理しきれなくなったため、湖岸側にも別の水抜き坑を併設して工事を進め、最終的に1,065mの水抜き坑を掘削することとなった。
本坑の掘削は1970年（昭和45年）7月7日に近江塩津側から開始された。本坑の掘削でも相当量の湧水や土砂流出があり、その処理対策に予想以上の日時を要し、湖西線の開業時期に支障をきたすため、工期短縮で1972年（昭和47年）2月に山科側からも掘削が開始された。なお、山科側からの掘削工事は湧水に悩まされることはなく順調に進み、工期内の1973年（昭和48年）7月に完成させることができた。